# Fotbalová národní liga 2014/2015
Sezóna 2014/15 byl 22. ročník 2. nejvyšší české fotbalové soutěže. Fotbalová národní liga začala dne 2. srpna 2014. Hrací systém byl tradiční jako ve všech sezonách, každý s každým, a to jeden zápas na domácí půdě a odveta na hřišti soupeře. Sezóna byla přerušena zimní přestávkou po odehrání 16. kola.

## Změny týmů
Z loňského ročníku první ligy do této soutěže sestoupily týmy SK Sigma Olomouc a 1. SC Znojmo, naopak do 1. ligy postoupily SK Dynamo České Budějovice a FC Hradec Králové.
Z ČFL postoupil FK Kolín a z MSFL SFC Opava, do 3. ligy sestoupily FK Bohemians Praha a FK Loko Vltavín (oba do ČFL).

## Lokalizace
- Praha – FK Viktoria Žižkov
- Moravskoslezský kraj – MFK Karviná, MFK Frýdek-Místek, FK Fotbal Třinec, SFC Opava
- Zlínský kraj – FC Fastav Zlín
- Středočeský kraj – FC Graffin Vlašim, FK Kolín
- Pardubický kraj – FK Pardubice
- Ústecký kraj – FK Baník Most 1909, FK Ústí nad Labem, FK Varnsdorf
- Karlovarský kraj – FK Baník Sokolov
- Jihočeský kraj – FC MAS Táborsko
- Olomoucký kraj - SK Sigma Olomouc
- Jihomoravský kraj - 1. SC Znojmo

## Tabulka
| Poř. | Tým                | Z  | V  | R  | P  | VG | OG | B  |
| ---- | ------------------ | -- | -- | -- | -- | -- | -- | -- |
| 1.   | SK Sigma Olomouc   | 30 | 19 | 6  | 5  | 64 | 25 | 63 |
| 2.   | FK Varnsdorf       | 30 | 17 | 8  | 5  | 47 | 27 | 59 |
| 3.   | FC Fastav Zlín     | 30 | 16 | 7  | 7  | 53 | 32 | 55 |
| 4.   | FK Viktoria Žižkov | 30 | 16 | 7  | 7  | 50 | 23 | 55 |
| 5.   | FK Baník Sokolov   | 30 | 13 | 9  | 8  | 44 | 39 | 48 |
| 6.   | FC MAS Táborsko    | 30 | 13 | 8  | 9  | 55 | 42 | 47 |
| 7.   | MFK OKD Karviná    | 30 | 12 | 10 | 8  | 39 | 31 | 46 |
| 8.   | FK Pardubice       | 30 | 12 | 9  | 9  | 37 | 34 | 45 |
| 9.   | SFC Opava          | 30 | 11 | 9  | 10 | 36 | 35 | 42 |
| 10.  | FC Graffin Vlašim  | 30 | 11 | 6  | 13 | 36 | 50 | 39 |
| 11.  | 1. SC Znojmo       | 30 | 11 | 5  | 14 | 37 | 43 | 38 |
| 12.  | FK Ústí nad Labem  | 30 | 10 | 4  | 16 | 34 | 46 | 34 |
| 13.  | FK Fotbal Třinec   | 30 | 8  | 6  | 16 | 33 | 51 | 30 |
| 14.  | MFK Frýdek-Místek  | 30 | 8  | 4  | 18 | 28 | 41 | 28 |
| 15.  | FK Baník Most 1909 | 30 | 5  | 6  | 19 | 25 | 51 | 21 |
| 16.  | FK Kolín           | 30 | 3  | 6  | 21 | 26 | 74 | 15 |

|  | Postup do 1. česká fotbalová liga      |
|  | Sestup do České fotbalové ligy 2015/16 |

Poznámky:
- Z = Odehrané zápasy; V = Vítězství; R = Remízy; P = Prohry; VG = Vstřelené góly; OG = Obdržené góly; B = Body; zelené podbarvení = postup, červené podbarvení = sestup

## Soupisky mužstev

### SK Sigma Olomouc
Michal Bárta (1/0/0),
Martin Blaha (3/0/1),
Michal Reichl (26/0/12) –
David Bystroň (9/1),
Denis Cana (26/0),
Šimon Falta (4/1),
Jakub Habusta (3/0),
Martin Hála (20/1),
David Houska (30/3),
Tomáš Chorý (13/3),
Tomáš Janotka (5/1),
Jan Javůrek (15/1),
Ondřej Kušnír (7/1),
Jan Navrátil (29/6),
Michal Ordoš (29/11),
Jakub Petr (14/3),
Jakub Plšek (26/10),
Jan Rajnoch (23/0),
Jakub Rolinc (8/1),
Jan Schulmeister (4/0),
Petr Ševčík (1/0),
Martin Šindelář (26/1),
Jan Štěrba (1/0),
Aleš Škerle (3/0),
Adam Varadi (8/1),
Václav Vašíček (25/13),
Michal Vepřek (27/2),
Tomáš Zahradníček (29/3) –
trenér Leoš Kalvoda

### FC Fastav Zlín
Stanislav Dostál (26/0/11),
Krzysztof Żukowski (4/0/1) –
Robert Bartolomeu (21/4),
Ladislav Benčík (19/0),
Štěpán Červenka (1/0),
Tomáš Hájek (29/0),
Lukáš Holík (25/5),
David Hubáček (29/0),
Rastislav Chmelo (25/2),
Tomáš Jeleček (3/0),
Marko Jurić (2/0),
Miloš Kopečný (14/4),
Dominik Kraut (21/2),
Petr Kurtin (14/1),
Pavel Malcharek (10/0),
Michal Malý (22/2),
Róbert Matejov (23/3),
Lukáš Motal (15/0),
Lukáš Pazdera (28/1),
Tomáš Poznar (27/13),
Lukáš Salachna (4/1),
Nikola Višněvský (7/0),
Lukáš Železník (28/10),
Diego Živulić (23/4) –
trenéři Martin Pulpit (1.–16. kolo) a Bohumil Páník (17.–30. kolo)

### MFK OKD Karviná
Martin Lipčák (13/0/4),
Branislav Pindroch (17/0/5) –
Lukáš Budínský (20/8),
Václav Cverna (14/0),
Vlastimil Daníček (23/0),
Chema Díaz (4/0),
Lukáš Duda (2/0),
Pavel Eismann (30/1),
Matěj Fiala (21/3),
Petr Glaser (1/0),
Ján Hatok (18/0),
Tomáš Janíček (26/1),
Mihailo Jovanović (11/1),
Milan Jurdík (8/0),
Václav Juřena (25/2),
Tomáš Knötig (6/0),
Vojtěch Kubista (11/1),
Lukáš Kurušta (7/0),
Martin Limanovský (4/0),
Václav Ondřejka (5/0),
Filip Panák (4/0),
Erik Puchel (17/1),
Jan Růžička (29/1),
Michal Skwarczek (11/0),
Daniel Tarczal (8/1),
Jan Trousil (19/5),
Ľubomír Urgela (28/12),
Richard Vaněk (10/1),
Jaroslav Zelený (17/0) –
trenér Jozef Weber

### SFC Opava
David Hampel (2/0/0),
Josef Květon (16/0/7),
Petr Vašek (13/0/2) –
Tomáš Čelůstka (24/1),
Josef Dvorník (28/1),
Radim Grussmann (22/1),
Jakub Habusta (10/0),
Luboš Horka (27/1),
Matěj Hrabina (13/0),
Jakub Janetzký (11/0),
Václav Jurečka (13/3),
Tomáš Jursa (8/1),
Nemanja Kuzmanović (24/10),
Jakub Kuznik (1/0),
Tomáš Machálek (26/5),
František Metelka (22/1),
David Mikula (28/0),
Tomáš Mrázek (26/2),
Martin Neubert (1/0),
Zdeněk Pospěch (27/3),
Jan Schaffartzik (29/3),
Jan Svatonský (21/0),
Petr Ševčík (13/4),
Petr Vavřík (12/0) –
trenér Jan Baránek

### 1. SC Znojmo
Jakub Andrejko (8/0/2),
Jiří Doleček (8/0/2),
Ľuboš Ilizi (14/0/4) –
Radek Buchta (14/0),
Tomáš Cihlář (17/0),
Pavel Dreksa (12/1),
David Helísek (27/1),
Jakub Honz (2/0),
Lukáš Hrazdílek (3/0),
Roman Hříbek (26/1),
Martin Hudec (12/1),
Todor Jonov (11/2),
Petr Kirschner (2/0),
Miro Kovačić (15/3),
Matúš Lacko (26/0),
Pavel Lapeš (9/1),
David Ledecký (28/7),
Martin Levai (6/0),
Roman Nehyba (1/0),
Radim Nepožitek (8/0),
Stijepo Njire (9/0),
Daniel Odehnal (22/0),
Tomáš Okleštěk (29/2),
Jan Pázler (29/9),
Jakub Pokorný (2/0),
Bronislav Stáňa (26/0),
Jaroslav Svozil (14/0),
Kubilay Yilmaz (5/0),
Libor Žondra (23/9) –
trenéři Oldřich Machala (1.–13. kolo) a Ludevít Grmela (14.–30. kolo)

### FK Ústí nad Labem
Radim Novák (15/0/4),
Zdeněk Zacharda (15/0/6) –
Michal Hanich (2/0),
Tomáš Jursa (12/0),
Jan Králík (17/0),
Marek Krátký (24/1),
Edvin Kuc (14/0),
Michal Leibl (24/2),
Jan Martykán (27/3),
Emanuil Manev (5/1),
Alen Melunović (10/8),
Filip Novotný (12/0),
Michal Pávek (10/0),
Michal Pavlata (19/0),
Jan Peterka (25/0),
Jakub Pícha (13/1),
Momčilo Rašo (2/0),
Jakub Seidl (3/0),
Tomáš Smola (26/6),
David Šraga (24/1),
Lukáš Vaněk (28/2),
Richard Veverka (25/4),
Lukáš Vraštil (26/1),
Michal Zeman (25/4),
Adnan Zukić (14/1) –
trenéři Lukáš Přerost (1.–6. kolo) a Petr Němec (7.–30. kolo)

### FK Fotbal Třinec
Václav Bruk (4/0/0),
Lukáš Brych (1/0/0),
Lukáš Paleček (20/0/3),
Pavel Rohel (7/0/1) –
Miroslav Ceplák (23/2),
Marek Čelůstka (20/0),
René Dedič (22/4),
Marek Gajdošík (7/0),
Tomáš Gavlák (7/4),
Tomasz Gomola (4/1),
Pavel Hloch (12/0),
Michael Hupka (28/1),
Jiří Janoščin (11/1),
Petr Joukl (28/3),
Lukáš Kubáň (23/1),
Patrik Kundrátek (5/0),
Petr Lisický (9/0),
Jan Lukáš (12/1),
Jaroslav Málek (14/0),
Pavel Malíř (19/2),
David Martynek (1/0),
Tomáš Matoušek (21/0),
Martin Motyčka (22/3),
Martin Samiec (1/0),
Ondřej Smetana (21/2),
Václav Tomeček (11/1),
Michal Velner (15/1),
Benjamin Vomáčka (29/1),
Jan Zawada (7/0),
Pavol Zimka (3/0) –
trenér Marek Kalivoda

### MFK Frýdek-Místek
Matej Mihálek (18/0/4),
Ondřej Prepsl (12/0/1) –
Bello Babatounde (6/0),
Radek Coufal (9/0),
Martin Ďurica (2/0),
Lukáš Ďuriška (13/0),
Tomáš Gavlák (1/0),
Milan Halaška (14/1),
Tomáš Hykel (19/2),
Pavol Ilko (19/0),
David Javorek (1/0),
Danijel Jurišič (13/1),
Josef Just (3/0),
Petr Literák (27/1),
Martin Matúš (21/8),
Adi Mehremić (13/2),
Marko Milunović (6/0),
Václav Mozol (16/1),
Martin Pribula (14/0),
Mikk Reintam (7/0),
Thiago Silveira da Silva (6/0),
Petr Soukup (2/0),
Jan Staško (14/0),
Michal Švrček (27/1),
Erik Talián (26/1),
Dušan Uškovič (7/2),
Martin Uvíra (13/0),
Richard Vaněk (13/1),
Dalibor Vašenda (18/1),
Petr Zapalač (28/3),
Jan Žídek (27/1) –
trenéři Vladimír Goffa (1.–11. kolo) a Karel Orel (12.–30. kolo)